# Championnat du Qatar de football 2021-2022
Navigation
Saison précédente Saison suivante
La saison 2021-2022 du Championnat du Qatar de football est la cinquante-huitième édition du championnat national de première division au Qatar. Les douze meilleures équipes du pays sont regroupées au sein d'une poule unique où elles s'affrontent deux fois au cours de la saison, à domicile et à l'extérieur. En fin de saison, le dernier du classement est relégué en deuxième division tandis que l'avant-dernier joue les barrages pour se maintenir dans le championnat du pays.

## Participants
| Club          | Dernière montée | Budget en M€ | Classement 2020-2021  | Entraîneur          | Stade                             | Pelouse   | Capacité théorique | Nombre de saisons en QLS |
| ------------- | --------------- | ------------ | --------------------- | ------------------- | --------------------------------- | --------- | ------------------ | ------------------------ |
| Al-Sadd SC    | 1972            | 100          | 1er                   | Javi Gracia         | Stade Bin Khalifa Al Thani        | Naturelle | 20 000             | 49                       |
| Al-Duhail SC  | 2010            | 80           | 2e                    | Luís Castro         | Stade Abdallah-ben-Khalifa        | Naturelle | 12 000             | 11                       |
| Al-Rayyan SC  | 1975            | 80           | 3e                    | Nicolás Córdova     | Stade Abdullah bin Hamad Al Thani | Naturelle | 15 000             | 46                       |
| Al-Gharafa SC | 1980            | 70           | 4e                    | Andrea Stramaccioni | Al-Gharafa Stadium                | Naturelle | 25 000             | 41                       |
| Al Ahli SC    |                 | 59           | 5e                    | Nebojša Jovović     | Al-Ahly Stadium                   | Naturelle | 20 000             |                          |
| Qatar SC      |                 | 60           | 6e                    | Youssef Safri       | Qatar SC Stadium                  | Naturelle | 20 000             |                          |
| Al-Arabi SC   |                 | 50           | 7e                    | Younes Ali          | Sheikh Falah bin Jassem Al-Thani  | Naturelle | 17 500             |                          |
| Al-Wakrah SC  | 2019            |              | 8e                    | Tintín Márquez      | Stade Al-Wakrah                   | Naturelle | 20 000             |                          |
| Al-Sailiya SC | 2007            | 40           | 9e                    | Sami Trabelsi       | Stade Ahmed ben Ali               | Naturelle | 44 740             | 14                       |
| Umm Salal SC  |                 | 60           | 10e                   | Wesam Rizik         | Qatar SC Stadium                  | Naturelle | 20 000             |                          |
| Al-Khor SC    |                 | 59           | 11e                   | Andre Luiz Lima     | Sheikh Khalifa bin Ahmed          | Naturelle | 20 000             |                          |
| Al Shamal     | 2021            | 44           | 1re (Qatargas League) | Hicham Zahid        | Stade Souheim-ben-Hamad           | Naturelle | 20 000             |                          |

Légende des couleurs
- Qualification pour la Ligue des champions de l'AFC 2022
- Qualification pour le tour préliminaire de la Ligue des champions de l'AFC 2022
- Promu de Qatargas League

## Compétition

### Classement
| Rang | Équipe         | Pts | J  | G  | N  | P  | Bp | Bc | Diff |
| ---- | -------------- | --- | -- | -- | -- | -- | -- | -- | ---- |
| 1    | Al-Sadd SC T   | 62  | 22 | 20 | 2  | 0  | 80 | 24 | +56  |
| 2    | Al-Duhail SC C | 47  | 22 | 14 | 5  | 3  | 59 | 24 | +35  |
| 3    | Al-Wakrah SC   | 37  | 22 | 11 | 4  | 3  | 34 | 30 | +4   |
| 4    | Al-Arabi SC    | 36  | 22 | 11 | 3  | 7  | 34 | 31 | +3   |
| 5    | Al-Gharafa SC  | 30  | 22 | 9  | 3  | 10 | 39 | 40 | -1   |
| 6    | Umm Salal SC   | 25  | 22 | 6  | 7  | 9  | 32 | 36 | -4   |
| 7    | Al Ahli SC     | 25  | 22 | 5  | 10 | 7  | 24 | 39 | -15  |
| 8    | Al-Rayyan SC   | 24  | 22 | 6  | 6  | 10 | 31 | 40 | -9   |
| 9    | Qatar SC       | 23  | 22 | 6  | 5  | 11 | 21 | 31 | -10  |
| 10   | Al Shamal P    | 22  | 22 | 6  | 4  | 12 | 32 | 47 | -15  |
| 11   | Al-Sailiya SC  | 16  | 22 | 3  | 7  | 12 | 17 | 36 | -19  |
| 12   | Al-Khor SC     | 16  | 22 | 2  | 10 | 10 | 21 | 46 | -25  |

|  | Qualification pour la Ligue des champions de l'AFC 2023-2024                         |
|  | Qualification pour le tour préliminaire de la Ligue des champions de l'AFC 2023-2024 |
|  | Qualification pour la Coupe du golfe des clubs champions 2023                        |
|  | Barrages de relégation                                                               |
|  | Relégation directe en deuxième division                                              |
|  | T : Tenant du titre C : Vainqueur de la Coupe du Qatar P : Qatargas League           |

## Match de barrage
Le club classé 11e rencontre le vice-champion de deuxième division sur un seul match pour tenter de se maintenir.
| 19 mars 2022 | Al-Sailiya SC | 3 - 2   | Al Kharitiyath SC | Al-Gharafa Stadium                |                                   |
| 16:30        |               | (0 - 1) |                   | Arbitrage : Abdulrahman Al-Jassim | Arbitrage : Abdulrahman Al-Jassim |
| 16:30        | Rapport       |         |                   | Arbitrage : Abdulrahman Al-Jassim | Arbitrage : Abdulrahman Al-Jassim |

- Les équipes restent dans leur division respective.

## Statistiques

### Meilleurs buteurs
Mise à jour: 11 août 2022
| Rang | Joueur             | Équipe        | Buts |
| ---- | ------------------ | ------------- | ---- |
| 1    | Michael Olunga     | Al-Duhail SC  | 24   |
| 2    | André Ayew         | Al-Sadd SC    | 15   |
| 3    | Akram Afif         | Al-Sadd SC    | 14   |
| 4    | Baghdad Bounedjah  | Al-Sadd SC    | 13   |
| 5    | Gelson Dala        | Al-Wakrah SC  | 12   |
| 6    | Cheick Diabaté     | Al-Gharafa SC | 11   |
| 6    | Aymen Hussein      | Umm Salal SC  | 11   |
| 7    | Mohamed Benyettou  | Al-Wakrah SC  | 9    |
| 8    | Yohan Boli         | Al-Rayyan SC  | 8    |
| 8    | Aaron Boupendza    | Al-Arabi SC   | 8    |
| 8    | Jeison Medina (en) | Al Shamal     | 8    |
| 8    | Youssef Msakni     | Al-Arabi SC   | 8    |
| 8    | Sebastián Soria    | Qatar SC      | 8    |